# 托瓦斯城 (密歇根州)
托瓦斯城（英語：Tawas City）是一個位於美國密歇根州愛奧尼亞縣的城市。根據2010年美國人口普查，該地共人口1827人，而該地的面積約為5.51平方千米。同時該地也是愛奧尼亞縣的縣治。

## 地理
托瓦斯城的座標為44°16′12″N 83°31′15″W / 44.27000°N 83.52083°W，而該地的平均海拔高度為180米（即591英尺）。